# Burgbrohl
Burgbrohl là một đô thị thuộc huyện Ahrweiler, bang Rheinland-Pfalz, phía tây nước Đức. Đô thị Burgbrohl có diện tích 10,62 km², dân số thời điểm ngày 31 tháng 12 năm 2006 là 3289 người.

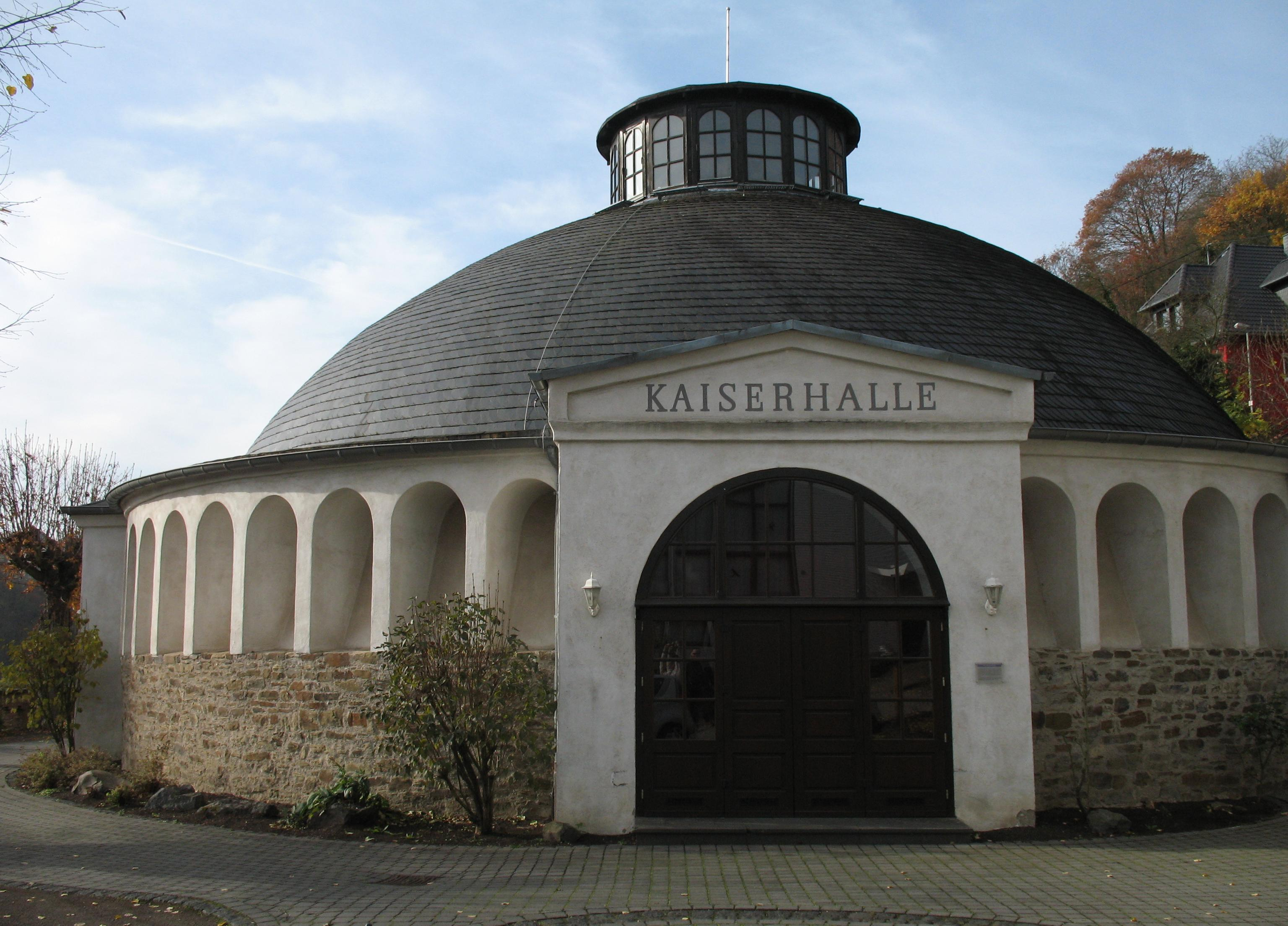
„Kaiserhalle"